# Portland Thorns FC
Portland Thorns FC is een Amerikaanse voetbalclub, die als franchise deelneemt aan de hoogste Amerikaanse vrouwenvoetbalcompetitie NWSL. De club werd opgericht in 2012, en neemt sinds 2013 deel aan de competitie, die in hetzelfde jaar werd opgericht. Het eerste seizoen pakte Portland Thorns FC gelijk de titel door Western New York Flash met 2–0 te verslaan in de finale van de play-offs. Ook in 2017 pakten ze de titel.

## Speelsters

### Actueel elftal
Stand: maart 2021
- 31 Bella Bixby ·
- 30 Celeste Boureille ·
- 7 Simone Charley ·
- 19 Crystal Dunn ·
- 40 Marissa Everett ·
- 43 Shelby Hogan ·
- 10 Lindsey Horan ·
- 20 Kelli Hubly ·
- 25 Meghan Klingenberg ·
- 14 Natalia Kuikka ·

- 23 Margaret Purce ·
- 34 Tyler Lussi ·
- 5 Emily Menges ·
- 39 Meaghan Nally ·
- 15 Madison Pogarch ·
- 11 Rocky Rodríguez ·
- 36 Angela Salem ·
- 4 Becky Sauerbrunn ·
- 12 Christine Sinclair ·
- 9 Sophia Smith ·
- 22 Morgan Weaver ·
- 18 Christen Westphal ·

## Bekende (ex-)trainers
- Mark Parsons